# Liste der Nummer-eins-Hits in Australien (1985)
Diese Liste enthält alle Nummer-eins-Hits in Australien im Jahr 1985. Grundlage sind die Top 50 der australischen Charts der ARIA. Es gab in diesem Jahr 18 Nummer-eins-Singles und 9 Nummer-eins-Alben.

## Singles
| ← 1984 ← | Liste der Nummer-eins-Hits in Australien | Liste der Nummer-eins-Hits in Australien | Liste der Nummer-eins-Hits in Australien                                                                                            | 1986 →                    |
| \| Zeitraum \| Wo. ges. \| Interpret \| Titel Autor(en) \| Zusätzliche Informationen \| \| (Zeitraum, Wochen auf Platz eins, Interpret, Titel, Autor[en], zusätzliche Informationen) \| \| \| \| \| \| ----------------------------------------------------------------------------------------- \| -------- \| ------------------------- \| ----------------------------------------------------------------------------------------------------------------------------------- \| ------------------------- \| \| 10. Dezember 1984 – 13. Januar 1985 5 Wochen \| 5 \| Madonna \| Like a Virgin Thomas F. Kelly, Billy Steinberg \| – \| \| 14. Januar 1985 – 10. Februar 1985 4 Wochen \| 4 \| Band Aid \| Do They Know It’s Christmas? Bob Geldof, Midge Ure \| – \| \| 11. Februar 1985 – 17. März 1985 5 Wochen \| 5 \| Foreigner \| I Want to Know What Love Is Michael Leslie Jones \| – \| \| 18. März 1985 – 24. März 1985 1 Woche \| 1 \| Murray Head \| One Night in Bangkok Benny Göran Bror Andersson, Björn K. Ulvaeus, Timothy Miles Bindon Rice \| – \| \| 25. März 1985 – 31. März 1985 1 Woche \| 1 \| Tears for Fears \| Shout Roland Orzabal, Ian Stanley \| – \| \| 1. April 1985 – 7. April 1985 1 Woche \| 1 \| Jim Diamond \| I Should Have Known Better James Diamond, Graham Hamilton Lyle \| – \| \| 8. April 1985 – 9. Juni 1985 9 Wochen \| 9 \| USA for Africa \| We Are the World Michael Joe Jackson, Lionel B. Richie Jr. \| – \| \| 10. Juni 1985 – 24. Juni 1985 2 Wochen \| 2 \| Eurythmics \| Would I Lie to You? Annie Lennox, David Allan Stewart \| – \| \| 25. Juni 1985 – 21. Juli 1985 4 Wochen \| 4 \| Madonna \| Into the Groove Madonna L. Ciccone, Stephen Pate Bray \| – \| \| 22. Juli 1985 – 18. August 1985 4 Wochen \| 4 \| Madonna \| Crazy for You John Bettis, Jon Lind \| – \| \| 19. August 1985 – 8. September 1985 3 Wochen \| 3 \| Tina Turner \| We Don’t Need Another Hero Graham Hamilton Lyle, Terry Britten \| – \| \| 9. September 1985 – 22. September 1985 2 Wochen \| 2 \| Models \| Out of Mind, Out of Sight James Randall Freud \| – \| \| 23. September 1985 – 6. Oktober 1985 2 Wochen \| 2 \| Huey Lewis & the News \| The Power of Love Huey Lewis, John V. Colla, Christopher John Hayes \| – \| \| 7. Oktober 1985 – 20. Oktober 1985 2 Wochen \| 2 \| Mick Jagger & David Bowie \| Dancing in the Street William Stevenson, Marvin P. Gaye, Ivy Jo Hunter \| – \| \| 21. Oktober 1985 – 10. November 1985 3 Wochen \| 3 \| UB40 feat. Chrissie Hynde \| I Got You Babe Sonny Bono \| – \| \| 11. November 1985 – 24. November 1985 2 Wochen \| 2 \| A-ha \| Take on Me Magne Furuholmen, Morten Harket, Pål Waaktaar-Savoy \| – \| \| 25. November 1985 – 1. Dezember 1985 1 Woche (insgesamt 2) \| 2 \| Jennifer Rush \| The Power of Love Musik: Gunther Mende, Candy de Rouge; Text: Mary Susan Applegate, Jennifer Rush \| – \| \| 2. Dezember 1985 – 8. Dezember 1985 1 Woche (insgesamt 6) \| 6 \| Midnight Oil \| Species Deceases (EP) Peter Robert Garrett, Peter Thomas John Gifford, James Paul Mogine, Robert George Hirst, Martin Magnus Rotsey \| – \| \| 9. Dezember 1985 – 15. Dezember 1985 1 Woche (insgesamt 2) \| 2 \| Jennifer Rush \| The Power of Love Musik: Gunther Mende, Candy de Rouge; Text: Mary Susan Applegate, Jennifer Rush \| – \| \| 16. Dezember 1985 – 19. Januar 1986 5 Wochen (insgesamt 6) \| 6 \| Midnight Oil \| Species Deceases (EP) Peter Robert Garrett, Peter Thomas John Gifford, James Paul Mogine, Robert George Hirst, Martin Magnus Rotsey \| – \| |                                          |                                          | |                           |
| ← 1984 |                                          |                                          | | → 1986 →                  |
| Zeitraum | Wo. ges.                                 | Interpret                                | Titel Autor(en) | Zusätzliche Informationen |
| (Zeitraum, Wochen auf Platz eins, Interpret, Titel, Autor[en], zusätzliche Informationen) |                                          |                                          | |                           |
| 10. Dezember 1984 – 13. Januar 1985 5 Wochen | 5                                        | Madonna                                  | Like a Virgin Thomas F. Kelly, Billy Steinberg                                                                                      | –                         |
| 14. Januar 1985 – 10. Februar 1985 4 Wochen | 4                                        | Band Aid                                 | Do They Know It’s Christmas? Bob Geldof, Midge Ure                                                                                  | –                         |
| 11. Februar 1985 – 17. März 1985 5 Wochen | 5                                        | Foreigner                                | I Want to Know What Love Is Michael Leslie Jones                                                                                    | –                         |
| 18. März 1985 – 24. März 1985 1 Woche | 1                                        | Murray Head                              | One Night in Bangkok Benny Göran Bror Andersson, Björn K. Ulvaeus, Timothy Miles Bindon Rice                                        | –                         |
| 25. März 1985 – 31. März 1985 1 Woche | 1                                        | Tears for Fears                          | Shout Roland Orzabal, Ian Stanley                                                                                                   | –                         |
| 1. April 1985 – 7. April 1985 1 Woche | 1                                        | Jim Diamond                              | I Should Have Known Better James Diamond, Graham Hamilton Lyle                                                                      | –                         |
| 8. April 1985 – 9. Juni 1985 9 Wochen | 9                                        | USA for Africa                           | We Are the World Michael Joe Jackson, Lionel B. Richie Jr.                                                                          | –                         |
| 10. Juni 1985 – 24. Juni 1985 2 Wochen | 2                                        | Eurythmics                               | Would I Lie to You? Annie Lennox, David Allan Stewart                                                                               | –                         |
| 25. Juni 1985 – 21. Juli 1985 4 Wochen | 4                                        | Madonna                                  | Into the Groove Madonna L. Ciccone, Stephen Pate Bray                                                                               | –                         |
| 22. Juli 1985 – 18. August 1985 4 Wochen | 4                                        | Madonna                                  | Crazy for You John Bettis, Jon Lind                                                                                                 | –                         |
| 19. August 1985 – 8. September 1985 3 Wochen | 3                                        | Tina Turner                              | We Don’t Need Another Hero Graham Hamilton Lyle, Terry Britten                                                                      | –                         |
| 9. September 1985 – 22. September 1985 2 Wochen | 2                                        | Models                                   | Out of Mind, Out of Sight James Randall Freud                                                                                       | –                         |
| 23. September 1985 – 6. Oktober 1985 2 Wochen | 2                                        | Huey Lewis & the News                    | The Power of Love Huey Lewis, John V. Colla, Christopher John Hayes                                                                 | –                         |
| 7. Oktober 1985 – 20. Oktober 1985 2 Wochen | 2                                        | Mick Jagger & David Bowie                | Dancing in the Street William Stevenson, Marvin P. Gaye, Ivy Jo Hunter                                                              | –                         |
| 21. Oktober 1985 – 10. November 1985 3 Wochen | 3                                        | UB40 feat. Chrissie Hynde                | I Got You Babe Sonny Bono | –                         |
| 11. November 1985 – 24. November 1985 2 Wochen | 2                                        | A-ha                                     | Take on Me Magne Furuholmen, Morten Harket, Pål Waaktaar-Savoy                                                                      | –                         |
| 25. November 1985 – 1. Dezember 1985 1 Woche (insgesamt 2) | 2                                        | Jennifer Rush                            | The Power of Love Musik: Gunther Mende, Candy de Rouge; Text: Mary Susan Applegate, Jennifer Rush                                   | –                         |
| 2. Dezember 1985 – 8. Dezember 1985 1 Woche (insgesamt 6) | 6                                        | Midnight Oil                             | Species Deceases (EP) Peter Robert Garrett, Peter Thomas John Gifford, James Paul Mogine, Robert George Hirst, Martin Magnus Rotsey | –                         |
| 9. Dezember 1985 – 15. Dezember 1985 1 Woche (insgesamt 2) | 2                                        | Jennifer Rush                            | The Power of Love Musik: Gunther Mende, Candy de Rouge; Text: Mary Susan Applegate, Jennifer Rush                                   | –                         |
| 16. Dezember 1985 – 19. Januar 1986 5 Wochen (insgesamt 6) | 6                                        | Midnight Oil                             | Species Deceases (EP) Peter Robert Garrett, Peter Thomas John Gifford, James Paul Mogine, Robert George Hirst, Martin Magnus Rotsey | –                         |

## Alben
| ← 1984 ← | Liste der Nummer-eins-Hits in Australien | Liste der Nummer-eins-Hits in Australien | Liste der Nummer-eins-Hits in Australien | 1986 →                    |
| \| Zeitraum \| Wo. ges. \| Interpret \| Titel \| Zusätzliche Informationen \| \| (Zeitraum, Wochen auf Platz eins, Interpret, Titel, zusätzliche Informationen) \| \| \| \| \| \| ------------------------------------------------------------------------------ \| -------- \| -------------------------- \| ------------------------- \| ------------------------- \| \| 3. Dezember 1984 – 3. Februar 1985 9 Wochen \| 9 \| (Verschiedene Interpreten) \| Choose 1985 \| – \| \| 4. Februar 1985 – 17. Februar 1985 2 Wochen \| 2 \| Wham! \| Make It Big \| – \| \| 18. Februar 1985 – 3. März 1985 2 Wochen (insgesamt 8) \| 8 \| Bruce Springsteen \| Born in the U.S.A. \| – \| \| 4. März 1985 – 31. März 1985 4 Wochen \| 4 \| (Verschiedene Interpreten) \| 1985 Comes Alive \| – \| \| 1. April 1985 – 5. Mai 1985 5 Wochen (insgesamt 8) \| 8 \| Bruce Springsteen \| Born in the U.S.A. \| – \| \| 6. Mai 1985 – 26. Mai 1985 3 Wochen \| 3 \| Phil Collins \| No Jacket Required \| – \| \| 27. Mai 1985 – 30. Juni 1985 5 Wochen (insgesamt 34) \| 34 \| Dire Straits \| Brothers in Arms \| – \| \| 1. Juli 1985 – 28. Juli 1985 4 Wochen \| 4 \| Eurythmics \| Be Yourself Tonight \| – \| \| 29. Juli 1985 – 13. Oktober 1985 11 Wochen (insgesamt 34) \| 34 \| Dire Straits \| Brothers in Arms \| – \| \| 14. Oktober 1985 – 27. Oktober 1985 2 Wochen \| 2 \| INXS \| Listen Like Thieves \| – \| \| 28. Oktober 1985 – 15. Dezember 1985 7 Wochen (insgesamt 34) \| 34 \| Dire Straits \| Brothers in Arms \| – \| \| 16. Dezember 1985 – 2. Februar 1986 7 Wochen \| 7 \| Jimmy Barnes \| For the Working Class Man \| – \| |                                          |                                          |                                          |                           |
| ← 1984 |                                          |                                          |                                          | → 1986 →                  |
| Zeitraum | Wo. ges.                                 | Interpret                                | Titel                                    | Zusätzliche Informationen |
| (Zeitraum, Wochen auf Platz eins, Interpret, Titel, zusätzliche Informationen) |                                          |                                          |                                          |                           |
| 3. Dezember 1984 – 3. Februar 1985 9 Wochen | 9                                        | (Verschiedene Interpreten)               | Choose 1985                              | –                         |
| 4. Februar 1985 – 17. Februar 1985 2 Wochen | 2                                        | Wham!                                    | Make It Big                              | –                         |
| 18. Februar 1985 – 3. März 1985 2 Wochen (insgesamt 8) | 8                                        | Bruce Springsteen                        | Born in the U.S.A.                       | –                         |
| 4. März 1985 – 31. März 1985 4 Wochen | 4                                        | (Verschiedene Interpreten)               | 1985 Comes Alive                         | –                         |
| 1. April 1985 – 5. Mai 1985 5 Wochen (insgesamt 8) | 8                                        | Bruce Springsteen                        | Born in the U.S.A.                       | –                         |
| 6. Mai 1985 – 26. Mai 1985 3 Wochen | 3                                        | Phil Collins                             | No Jacket Required                       | –                         |
| 27. Mai 1985 – 30. Juni 1985 5 Wochen (insgesamt 34) | 34                                       | Dire Straits                             | Brothers in Arms                         | –                         |
| 1. Juli 1985 – 28. Juli 1985 4 Wochen | 4                                        | Eurythmics                               | Be Yourself Tonight                      | –                         |
| 29. Juli 1985 – 13. Oktober 1985 11 Wochen (insgesamt 34) | 34                                       | Dire Straits                             | Brothers in Arms                         | –                         |
| 14. Oktober 1985 – 27. Oktober 1985 2 Wochen | 2                                        | INXS                                     | Listen Like Thieves                      | –                         |
| 28. Oktober 1985 – 15. Dezember 1985 7 Wochen (insgesamt 34) | 34                                       | Dire Straits                             | Brothers in Arms                         | –                         |
| 16. Dezember 1985 – 2. Februar 1986 7 Wochen | 7                                        | Jimmy Barnes                             | For the Working Class Man                | –                         |